# فیاما (بازیکن فوتبال)
فیاما (انگلیسی: Fiamma؛ زادهٔ ۱۹ ژوئن ۲۰۰۴) بازیکن فوتبال اهل اسپانیا است.
وی همچنین در تیم‌های ملی فوتبال بازی کرده‌است.